# Hypsioma dejeanii
Hypsioma dejeanii är en skalbaggsart som beskrevs av Thomson 1868. Hypsioma dejeanii ingår i släktet Hypsioma och familjen långhorningar. Inga underarter finns listade i Catalogue of Life.